# John Hewitt (Moderner Fünfkämpfer)
John Alfred Hewitt (* 6. Januar 1925 in Kent; † 6. Januar 2011 in Exeter) war ein britischer Moderner Fünfkämpfer.
Hewitt, der bei den Royal Marines diente, startete bei den Olympischen Sommerspielen 1952 in Helsinki für das Vereinigte Königreich im Modernen Fünfkampf. Dort belegte er den 30. Platz unter 51 Teilnehmern in der Einzelkonkurrenz. Seine stärkste Disziplin war das Laufen, wo er den zwölften Rang erreichen konnte, am schwächsten schnitt er als 42. im Fechten ab. Im Teamwettbewerb errang er gemeinsam mit Leon Lumsdaine und Jervis Percy den 10. Platz.